# Vollenhovia elysii
Vollenhovia elysii é uma espécie de formiga do gênero Vollenhovia, pertencente à subfamília Myrmicinae.